# روجر كار (رائد أعمال)
روجر كار (بالإنجليزية: Roger Carr)‏ هو رائد أعمال بريطاني، ولد في 22 ديسمبر 1946.